# Глазунова (заимка)
Глазуно́ва — заимка в Иркутском районе Иркутской области России. Входит в Уриковское муниципальное образование.

## География
Находится в 11 км к югу от Урика, и в 15 км к северу от центра Иркутска, в 0,6 км к востоку от Александровского тракта.

## Население
| 2002 | 2010 | 2011 | 2012 |
| ---- | ---- | ---- | ---- |
| 89   | ↗124 | ↗125 | →125 |

По данным Всероссийской переписи, в 2010 году на заимке проживали 124 человека (72 мужчины и 52 женщины).